# Phil X

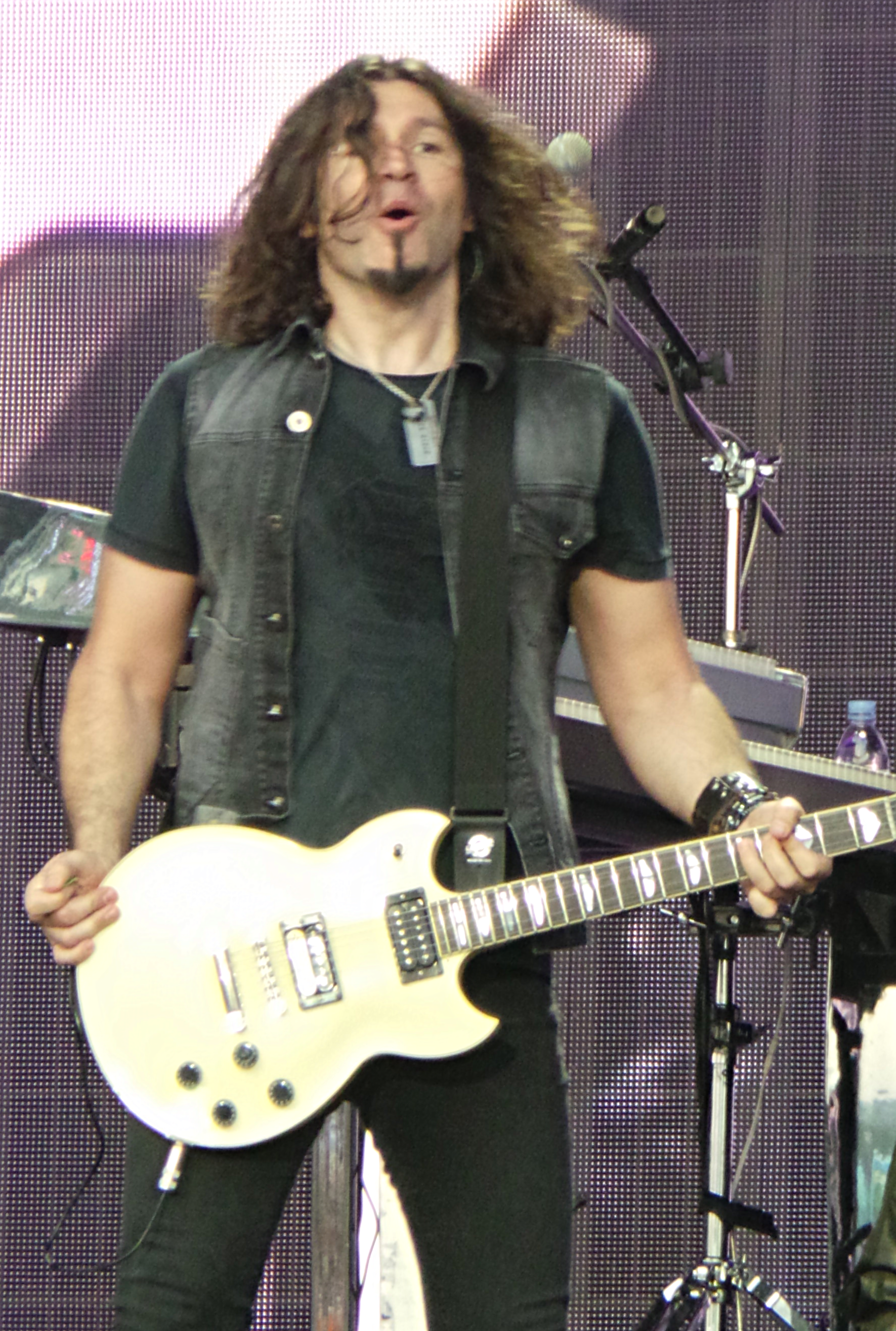
Phil X (2013)

Philip Eric Xenidis (* 10. März 1966 in Toronto, Kanada), auch bekannt unter seinem Künstlernamen Phil X, ist ein kanadischer Musiker. Seit 2013 ist er Leadgitarrist der Band Bon Jovi.

## Privatleben
Xenidis entstammt einer kanadisch-griechischen Familie und wuchs in Mississauga auf. Er ist seit 2013 in zweiter Ehe verheiratet und ist Vater zweier Kinder.

## Karriere
Xenidis gründete 1982 seine erste Band Sidinex (sein Nachname rückwärts gelesen). 1992 war er für ein Jahr Teil der Band Triumph, mit der er tourte und ein Album aufnahm. Von 2001 bis 2010 war er Mitglied der Band Powder, bei der seine damalige Ehefrau Ninette Terhart Leadsängerin war.
Seit den 1980er Jahren arbeitet Xenidis als Sessionmusiker, unter anderem mit Avril Lavigne, Alice Cooper, Daughtry und Rob Zombie.

## Bon Jovi
2013 verließ Richie Sambora die Band Bon Jovi und  Xenidis ersetzte ihn für Konzerttermine der Because-We-Can-Tour. Bereits 2011 war er für Sambora eingesprungen.
2016 wurde Xenidis offizielles Bandmitglied. Er war seither an den Alben This House Is Not for Sale und 2020 sowie an einer weiteren Tournee der Band beteiligt.